# San Juan Nepomuceno, Mexiko
San Juan Nepomuceno är en ort i Mexiko.   Den ligger i kommunen Ixcaquixtla och delstaten Puebla, i den sydöstra delen av landet, 170 km sydost om huvudstaden Mexico City. San Juan Nepomuceno ligger 1 874 meter över havet och antalet invånare är 449.
Terrängen runt San Juan Nepomuceno är platt västerut, men österut är den kuperad. Terrängen runt San Juan Nepomuceno sluttar västerut. Runt San Juan Nepomuceno är det glesbefolkat, med 19 invånare per kvadratkilometer. Närmaste större samhälle är San Juan Ixcaquixtla, 3,9 km sydost om San Juan Nepomuceno. Omgivningarna runt San Juan Nepomuceno är en mosaik av jordbruksmark och naturlig växtlighet.